# Filago arenaria
Filago arenaria là một loài thực vật có hoa trong họ Cúc. Loài này được (Smoljan.) Chrtek & Holub mô tả khoa học đầu tiên năm 1963.